# Station Gdańsk Kokoszki
Station Gdańsk Kokoszki is een spoorwegstation in de Poolse plaats Gdańsk.